# ديان كلير
ديان كلير (بالإنجليزية: Diane Clare)‏ هي ممثلة بريطانية، ولدت في 8 يوليو 1938 بلندن في المملكة المتحدة، وتوفيت في 21 يونيو 2013.

## وصلات خارجية
- ديان كلير على موقع IMDb (الإنجليزية)
- ديان كلير على موقع قاعدة بيانات الفيلم (الإنجليزية)